# 法拉瓦哈

法拉瓦哈的演繹，自米底王國以來的想像

波斯波利斯市的法拉瓦哈浮雕，波斯波利斯是阿契美尼德帝國的禮儀之都

法拉瓦哈（古代波斯语：*Pravarti，中古波斯语：prʾwhr，现代波斯语：‎，英文：Faravahar）是琐罗亚斯德教最为知名的一个标志。
法拉瓦哈的标志受到亚述人的影响，并于近代的巴列维王朝时期成为伊朗国家的标志。
在中古波斯语里，法拉瓦哈写作/prwr/，因为当时使用的缽羅婆文字不表记元音。而其发音也有Parohar、prohar、prawahr、pravahr四种。现代西方研究论集多使用最后一种作为标准。
带有翅膀的盘子在古代近东、中东的艺术和文化上有着很长一段历史。从历史角度来说，这个标志受到青铜时代皇家徽章带翅膀的太阳的影响。在新亚述时代，圆盘上被加上了一座人类的半身雕像，“披着羽毛的射手”是亚述的象征。
在古埃及文明里，也存在帶翼太陽的标志，被称为贝赫德提（Behdety），是荷鲁斯的象征。
法拉瓦哈最早在古波斯的皇家铭文裡出现，其究竟是受什么文化的影响至今仍不明，因为亚述和古埃及文明中都存在类似的标志。
现代学界一般认为它是琐罗亚斯德教守护天使佛拉瓦奇的标志。不过也有学者认为其代表卡瓦勒那赫（Khvarenah），或宣扬君权神授。
现代琐罗亚斯德教的观点认为，法拉瓦哈是人类灵魂的样子。它可以上升到frasho-kereti，或与琐罗亚斯德教的最高神阿胡拉·马兹达联合。现代学界虽然对法拉瓦哈有相当多种解释，但没有一种是在20世纪之前提出的。